# Зірочки
Зірочки, гусятник, гусяча цибулька, голивус (Gagea Salisb.) — рід рослин родини лілійних.

## Етимологія
Рід названий на честь ботаніка-любителя сера Томаса Гейджа (англ. Thomas Gage, 1781—1820).

## Морфологічний опис

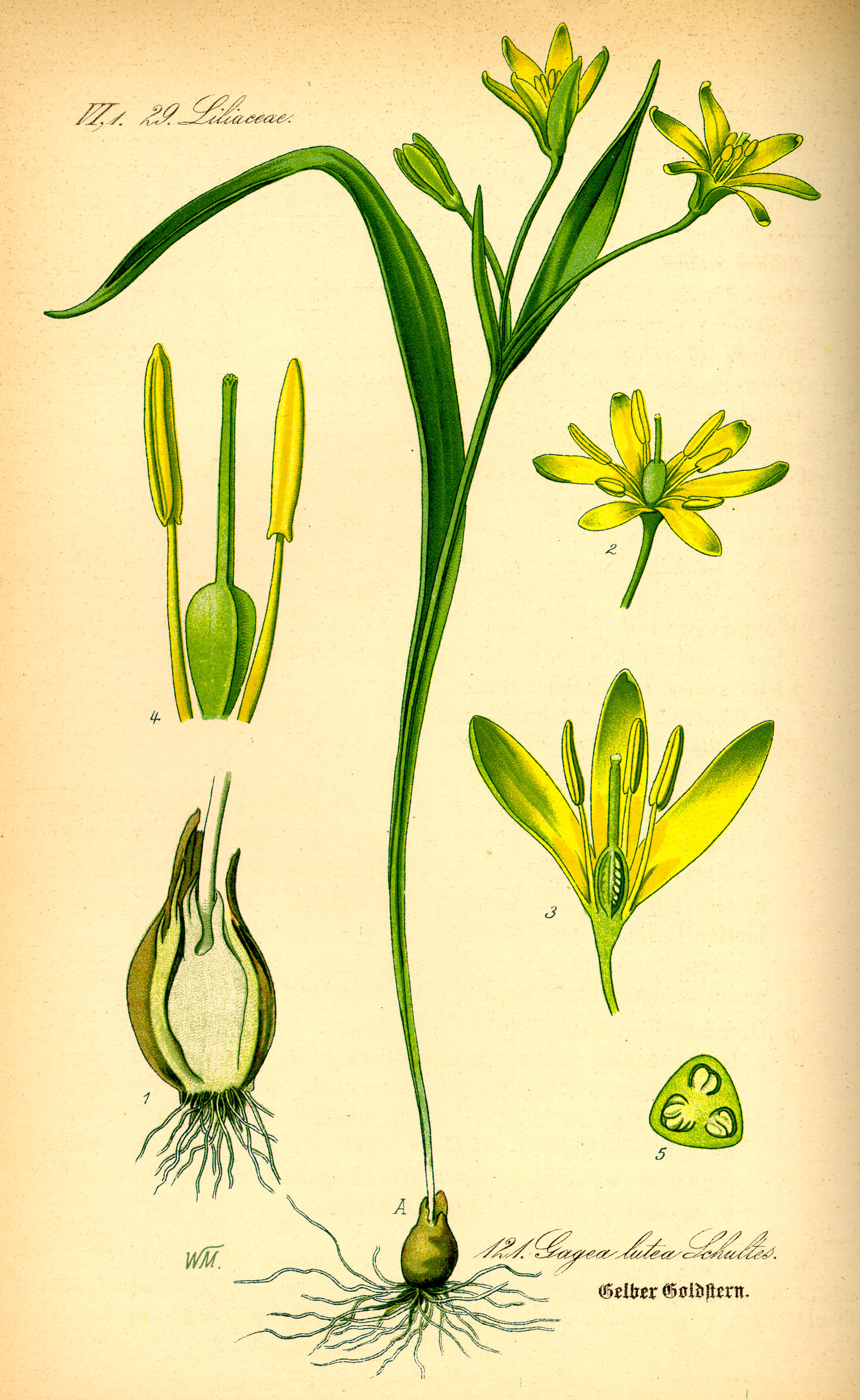
Ілюстрація зірочок жовтих (Gagea lutea) у виданні Отто Вільгельма Томе «Flora von Deutschland, Österreich und der Schweiz» («Флора Німеччини, Австрії та Швейцарії») 1885, Gera, Germany

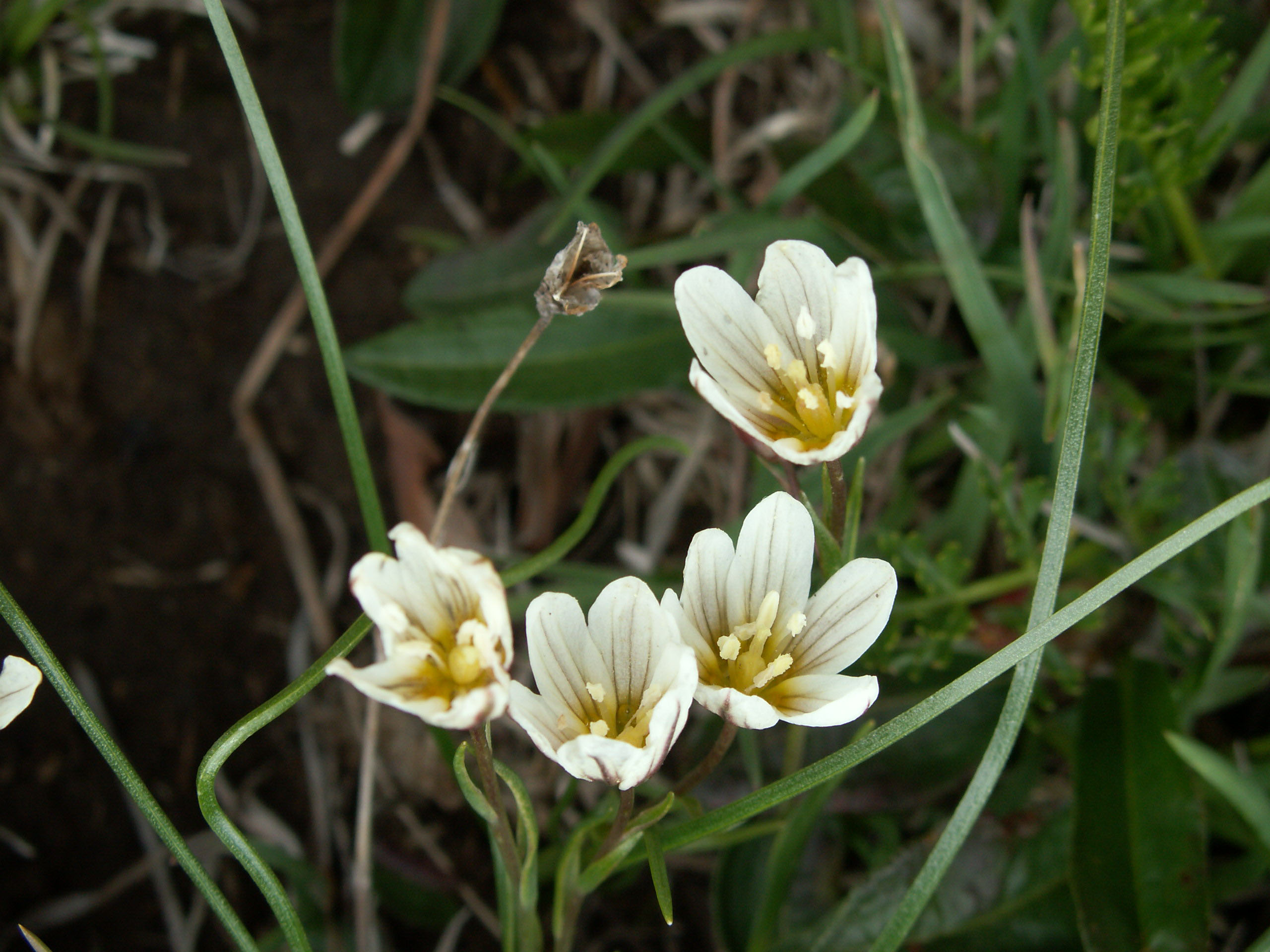
Lloydia serotina (Лілійка пізня) або Gagea serotina

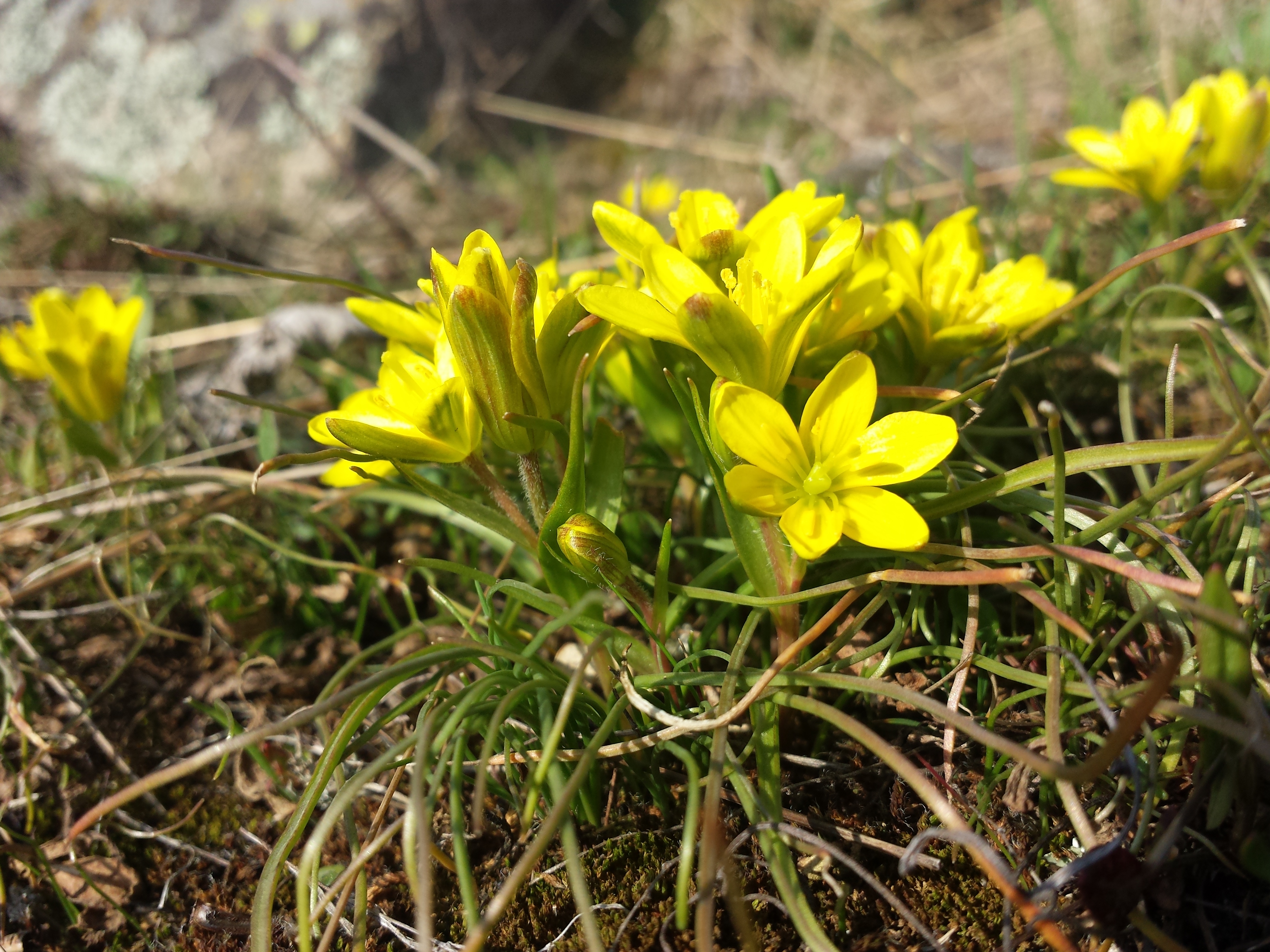
Зірочки богемські (Gagea bohemica)

Низькорослі багаторічні трави з цибулинами, що складається з одного м'ясистого листка. Квітки нечисленні, зібрані в зонтикоподібне або щиткоподібне суцвіття; зрідка бувають поодинокими. Оцвітина складається з 6 жовтих або білуватих, рідше червонуватих листочків. Плід — тригнізда коробочка. Багато видів — весняні ефемери.

## Поширення в Україні
В Україні — 30 видів. Найпоширеніші — 3ірочки польові (Gagea arvensis, у сучасній систематиці віднесені до синонімів Gagea minima — зірочок маленьких).
Ростуть у лісах, степах, на луках.

### Охорона в Україні
В Червоній книзі України 1 вид — Lloydia serotina (Лілійка пізня). Сучасні дослідники відносять Lloydia serotina до роду Зірочки, де вона є синонімом Gagea serotina.
До Офіційного переліку регіонально рідкісних рослин Дніпропетровської області включені зірочки богемські (Gagea bohemica), зірочки жовті (Gagea lutea), зірочки азовські (Gagea maeotica) і зірочки українські (Gagea ucrainica).
До Офіційного переліку регіонально рідкісних рослин Донецької області входять зірочки богемські (Gagea bohemica) і зірочки приазовські (Gagea maeotica).
До Офіційного переліку регіонально рідкісних рослин Закарпатської області включені зірочки маленькі (Gagea minima), зірочки чохлуваті (Gagea spathacea) і зірочки мохнаті (Gagea villosa).
До Офіційного переліку регіонально рідкісних рослин Запорізької області занесені зірочки Артемчука (Gagea artemczukii), зірочки сухостепові (Gagea tesquicola), зірочки азовські (Gagea maeotica), зірочки Пачоського (Gagea paczoskii), зірочки українські (Gagea ucrainica), зірочки цибулиноносні (Gagea bulbifera) і зірочки Шовіца (Gagea sczovitsii).
До Офіційного переліку регіонально рідкісних рослин Київської області входять зірочки низенькі (Gagea pusilla) і зірочки Пачоського (Gagea paczoskii).
До Офіційного переліку регіонально рідкісних рослин Львівської області занесені зірочки чохлуваті (Gagea spathacea).
До Офіційного переліку регіонально рідкісних рослин Сумської області включені зірочки червонясті (Gagea erubescens).
До Офіційного переліку регіонально рідкісних рослин Чернівецької області входять зірочки лучні (Gagea pratensis).

## Види
Існує понад 200 видів. Докладніше див. Список видів роду Зірочки.